# Taenaris miscus
Taenaris miscus är en fjärilsart som beskrevs av Hans Fruhstorfer 1905. Taenaris miscus ingår i släktet Taenaris och familjen praktfjärilar. Inga underarter finns listade i Catalogue of Life.